# Paraxerus cooperi
Paraxerus cooperi е вид бозайник от семейство Катерицови (Sciuridae).

## Разпространение
Видът е разпространен в Камерун и Нигерия.